# Croton ackermannianus
Espèce
Classification APG III (2009)
Croton ackermannianus est une espèce de plantes à fleurs du genre Croton et de la famille des Euphorbiaceae originaire du Brésil (état de Minas Gerais).
Il a pour synonymes :
- Cieca ackermanniana (Müll.Arg.) Kuntze
- Julocroton ackermannianus Müll.Arg.
- Julocroton ackermannianus var. hirsutus Müll.Arg.
- Julocroton ackermannianus var. lanceolatus Müll.Arg.
- Julocroton ackermannianus var. ovatus Müll.Arg.